# 長者町
長者町（ちょうじゃまち）は、千葉県夷隅郡にかつて存在した町である。

## 地理
- 旧岬町の南部、現在のいすみ市の東部に位置する。
- 町域の山がちな地形が多い。
- 町は夷隅川の河口に位置している。
- 町は太平洋に面している。

## 歴史
一帯に柴胡（さいこ）という草が一面に茂っていたことから柴胡原と呼ばれ、無人であったが、江戸から房州へ向かう旅人の宿泊地として旅館や商店が現れ、房総の宿駅として発展した。万治年間に家数35軒ほどとなったのを機に、領主阿部播磨守に願い出て町となり、領主の邸が江戸下谷の長者町にあったことから「長者町」と名付けた。
明治22年町村制施行により、江場土郷、臼井郷（井沢、三門、東小高）を合併し、「旭町」としたが、下総の旭町（現旭市）と混同しやすいことから、明治33年再び長者町と改め、昭和28年中根村と合併し、長者町となった。

### 沿革
- 1889年（明治22年）4月1日 - 町村制施行に伴い、夷隅郡旭町（あさひまち）が発足。
- 1899年（明治32年）12月13日 - 房総鉄道（現在の外房線）一ノ宮 - 大原間が開業。
- 1900年（明治33年）7月25日 - 旭町が改称し長者町となる。
- 1953年（昭和28年）
  - 5月18日 - 国道128号が制定。
  - 7月1日 - 中根村と合併。
- 1961年（昭和36年）8月1日 - 太東町と合併し岬町が発足。同日長者町廃止。

### 行政区域変遷
- 変遷の年表

| 長者町町域の変遷（年表） | 長者町町域の変遷（年表） | 長者町町域の変遷（年表） |
| 年                       | 月日                     | 旧長者町町域に関連する行政区域変遷 |
| ------------------------ | ------------------------ | --- |
| 1889年（明治22年）       | 4月1日                   | 町村制施行に伴い、以下の町村がそれぞれ発足。 - 旭町 ← 長者町・江場土村・三門村・井沢村・東小高村 - 中根村 ← 中滝村・東中滝村・押付村・嘉谷村・鴨根村 |
| 1900年（明治33年）       | 7月25日                  | 旭町は改称し長者町となる。 |
| 1953年（昭和28年）       | 7月1日                   | 長者町は中根村と合併し長者町が発足。 |
| 1961年（昭和36年）       | 8月1日                   | 長者町は太東町と合併し岬町が発足。長者町は消滅。 |
| 2005年（平成17年）       | 12月5日                  | 岬町は夷隅町・大原町と合併しいすみ市が発足。岬町は消滅。                                                                                             |

- 変遷表

| 長者町町域の変遷表 | 長者町町域の変遷表 | 長者町町域の変遷表  | 長者町町域の変遷表 | 長者町町域の変遷表           | 長者町町域の変遷表    | 長者町町域の変遷表  | 長者町町域の変遷表       | 長者町町域の変遷表 |
| 1868年 以前        | 1868年 以前        | 明治元年 - 明治22年 | 明治22年 4月1日    | 明治22年 - 昭和19年          | 昭和20年 - 昭和64年   | 昭和20年 - 昭和64年 | 平成元年 - 現在          | 現在               |
| ------------------ | ------------------ | ------------------- | ------------------ | ---------------------------- | --------------------- | ------------------- | ------------------------ | ------------------ |
|                    | 長者町             | 長者町              | 旭町               | 明治33年7月25日 長者町に改称 | 昭和28年7月1日 長者町 | 昭和36年8月1日 岬町 | 平成17年12月5日 いすみ市 | いすみ市           |
|                    | 江場土村           |                     | 旭町               | 明治33年7月25日 長者町に改称 | 昭和28年7月1日 長者町 | 昭和36年8月1日 岬町 | 平成17年12月5日 いすみ市 | いすみ市           |
|                    | 三門村             |                     | 旭町               | 明治33年7月25日 長者町に改称 | 昭和28年7月1日 長者町 | 昭和36年8月1日 岬町 | 平成17年12月5日 いすみ市 | いすみ市           |
|                    | 井沢村             |                     | 旭町               | 明治33年7月25日 長者町に改称 | 昭和28年7月1日 長者町 | 昭和36年8月1日 岬町 | 平成17年12月5日 いすみ市 | いすみ市           |
|                    | 小高村             | 明治12年 東小高村   | 旭町               | 明治33年7月25日 長者町に改称 | 昭和28年7月1日 長者町 | 昭和36年8月1日 岬町 | 平成17年12月5日 いすみ市 | いすみ市           |
|                    | 部田村             | 明治12年 中滝村     | 中根村             | 中根村                       | 昭和28年7月1日 長者町 | 昭和36年8月1日 岬町 | 平成17年12月5日 いすみ市 | いすみ市           |
|                    | 福原村             | 明治4年 東中滝村    | 中根村             | 中根村                       | 昭和28年7月1日 長者町 | 昭和36年8月1日 岬町 | 平成17年12月5日 いすみ市 | いすみ市           |
|                    | 小福原村           | 明治4年 東中滝村    | 中根村             | 中根村                       | 昭和28年7月1日 長者町 | 昭和36年8月1日 岬町 | 平成17年12月5日 いすみ市 | いすみ市           |
|                    | 押日村             |                     | 中根村             | 中根村                       | 昭和28年7月1日 長者町 | 昭和36年8月1日 岬町 | 平成17年12月5日 いすみ市 | いすみ市           |
|                    | 嘉谷村             |                     | 中根村             | 中根村                       | 昭和28年7月1日 長者町 | 昭和36年8月1日 岬町 | 平成17年12月5日 いすみ市 | いすみ市           |
|                    | 鴨根村             |                     | 中根村             | 中根村                       | 昭和28年7月1日 長者町 | 昭和36年8月1日 岬町 | 平成17年12月5日 いすみ市 | いすみ市           |

## 人口・世帯
※1953年以前は旧中根村の分は含まれない。

### 人口
総数 [単位： 人]
| 1902年（明治36年） | 3,586 |
| 1920年（大正 9年） | 3,143 |
| 1940年（昭和15年） | 3,160 |
| 1950年（昭和25年） | 4,331 |
| 1960年（昭和35年） | 6,682 |

### 世帯
総数 [単位： 世帯]
| 1940年（昭和15年） | 672   |
| 1950年（昭和25年） | 888   |
| 1960年（昭和35年） | 1,411 |

## 交通

### 鉄道
- 日本国有鉄道（ → 東日本旅客鉄道）
  - ■ 房総東線（ → 外房線）
    - 長者町駅 - 三門駅

### 道路
- 二級国道
  - 国道128号